# 吉田村 (愛知県知多郡)
吉田村（よしだむら）は、かつて愛知県知多郡にあった村。
現在の大府市西部（吉田町・吉川町・半月町など）に該当する。

## 歴史
- 1876年（明治9年） - 吉川村と半月村が合併し、吉田村となる。
- 1889年（明治22年）10月1日 - 町村制により吉田村が発足。
- 1906年（明治39年）5月1日 - 大府村、北崎村、共和村、横根村、長草村と森岡村の一部[1]が合併し、大府村発足。同日北崎村は廃止。